# Imię wiatru
Imię wiatru (tytuł oryg. The Name of the Wind) – powieść fantasy amerykańskiego pisarza Patricka Rothfussa, pierwsza w cyklu Kroniki Królobójcy. Oryginalnie opublikowana w 2007 przez DAW Books, w Polsce wydana we wrześniu 2008 roku przez wydawnictwo Rebis. Orson Scott Card przyrównał powieść do Harry’ego Pottera, tylko że znacznie mroczniejszego i skierowanego raczej do dorosłych.

## Fabuła
Kvothe zaczyna opowiadać swoją historię od czasów dzieciństwa pomiędzy Edema Ruh: podróżnikami, artystami i aktorami. Kvothe jest wyjątkowo uzdolnionym muzykiem, głównie jeśli chodzi o lutnię i śpiew, a także uczy się z niesamowitą prędkością. Trupa jego ojca zabiera ze sobą znawcę Arkanów o imieniu Abenthy, absolwenta Uniwersytetu (w powieści występuje tylko jedna uczelnia), który zaczyna szkolić Kvothe’a w kwestiach naukowych. Dokładniej rzecz biorąc, podstawą wykształcenia, jakie udziela chłopcu, jest tzw. „sympatia”, forma magii, która pozwala sympatykowi połączyć ze sobą dwa różne obiekty i spowodować zmiany w pierwszym ze związanych przedmiotów poprzez manipulację drugim z nich (na zasadzie porównywalnej do współczesnej zasady zachowania energii, stanu splątanego i laleczek Voodoo). Jednakże sympatia jest jedynie słabszą formą magii w powieści Rothfussa: Abenthy zna także sekret Imion, dający mu władzę nad rzeczami, które wezwał po imieniu: głównie nad wiatrem, jak zostaje to zaprezentowane zaskoczonemu młodzieńcowi, gdy Abenthy używa owej mocy przeciwko podejrzanemu mieszkańcowi. Kvothe spędza pozostałą część powieści na próbach znalezienia kogoś, kto byłby w stanie nauczyć go tytułowego „Imienia wiatru”.
W międzyczasie ojciec Kvothe’a, Arliden, próbuje skomponować piosenkę o „Chandrianach”, mitycznych źródłach zła i zniszczenia, sporadycznie wspominanych w dziecięcych rymowankach, ale poza tym zagubionych w mrokach legend. Nadmierna ciekawość Arlidena doprowadza do wizyty Chandrian w obozowisku i wymordowania wszystkich obecnych. W tym samym czasie chłopak znajduje się w lesie. Po powrocie do obozu spotyka oprawców, ale jeden z nich, lord Haliax nie pozwala go zgładzić. Od tej pory osierocony Kvothe, zagłuszając swoje uczucie straty, spędza trzy lata w mieście Tarbean. Zostaje zmuszony do zostania ulicznym łobuzem, aż do czasu zapoznania się z bajarzem o imieniu Skarpi. Mężczyzna ponownie wzbudza w młodzieńcu chęć do życia poprzez opowiedzenie mu starej opowieści, opisującej powstanie Chandrian, oraz poprzez sugestię, że chłopak może mieć szansę na pomszczenie swoich rodziców. Kvothe, zainspirowany w ten sposób do dalszego działania, udaje się na Uniwersytet, aby kontynuować swoją edukację. Udaje mu się zostać przyjętym, mimo opłakanego budżetu, jakim dysponuje – głównie dzięki zdobyciu akceptacji wykładowców. W ciągu paru dni dostaje się do Arkanów (co zwykle zajmuje semestr lub więcej), ale jest za to zmuszony do nieustannego wiązania końca z końcem za wszelką cenę.
Podczas pobytu na Uniwersytecie, Kvothe kontynuuje zaspokajanie swojego głodu wiedzy, jak również ponownie odkrywa swój pociąg do muzyki, który pomaga mu ułatwić sobie życie po dużym wydatku na nową lutnię. Bohater odnawia także swoją znajomość z Denną, piękną, młodą kobietą, którą spotkał wcześniej na drodze z Tarbean do Uniwersytetu i która od tamtego czasu wynajmuje mieszkanie w miejscowości leżącej w pobliżu uczelni. Kvothe zaczyna rywalizację z bogatym studentem, Ambrosem, a także z aroganckim wykładowcą retoryki, mistrzem Hemme; próbuje również przykuć uwagę mistrza Elodina, który dzierży tytuł „Mistrza Imion”. Po tym jak Ambrose „pomaga” młodzieńcowi zapoznać się z uniwersytecką biblioteką, poprzez zaoferowanie mu zapalonej świecy, Kvothe zostaje ukarany bezterminowym zakazem wstępu do Archiwów i próbuje (skutecznie) znaleźć sposób, by móc się tam zakraść. W końcu przejmuje zainteresowanie ojca do tematu Chandrian, badając sprawę zniszczonego domu w okolicach Trebon, gdzie uważa się te istoty za sprawców pogromu na weselnym przyjęciu – prowadzi to bezpośrednio do spotkania z upojonym narkotykami smokiem – roślinożernym, żywiącym się drzewami „draccusem”, który w swoim euforycznym stanie ma zamiar zaatakować miasteczko. Wraz z tym, jak zapada noc, Kvothe opowiada, jak Elodin ostatecznie przyjmuje go na ucznia – po tym jak chłopak zademonstrował, że nawet nieprzytomnie, ma moc przyzywania (i rozkazywania) wiatru. Podczas wydarzenia, o którym opowiada, zraniony zostaje również Ambrose, głównie z powodu zniszczenia lutni Kvothe’a. Jednakże powieść kończy się nim Kvothe jest w stanie ujawnić więcej szczegółów o swojej osobie, takich jak: kim był zabity przez niego król; co staje się z jego miłością do Denny; w jakich okolicznościach opuszcza Uniwersytet i kim właściwie są Chandrianie.

## Kontynuacja
Następny tom z serii, Strach Mędrca, został wydany w oryginalnym języku 1 marca 2011 roku. Tak jak Imię wiatru i został on opublikowany w Polsce nakładem wydawnictwa Rebis w przekładzie Mirosława P. Jabłońskiego. Ze względu na wielkość książki, została wydana w dwóch tomach. Pierwszy tom ukazał się w księgarniach 8 listopada 2011 roku, natomiast tom drugi został wydany w styczniu 2012 roku.

## Nagrody
1. Quill Award (2007) – Science Fiction/Fantasy/Horror
2. Best Books of the Year (2007) – Publishers Weekly – Science Fiction/Fantasy/Horror